# Pseudostrickeria
Pseudostrickeria is een geslacht van schimmels behorend tot de familie Melanommataceae. De typesoort is Pseudostrickeria muriformis.

## Soorten
Volgens Index Fungorum telt het geslacht drie soorten (peildatum april 2022):
| Soortnaam                   | Auteur(s)                                   | Publicatiejaar |
| --------------------------- | ------------------------------------------- | -------------- |
| Pseudostrickeria muriformis | Wanas., Q. Tian, Camporesi & K.D. Hyde      | 2015           |
| Pseudostrickeria ononidis   | Q. Tian, Wanas., Camporesi & K.D. Hyde      | 2015           |
| Pseudostrickeria rosae      | Wanas., Camporesi, E.B.G. Jones & K.D. Hyde | 2018           |